# Hats Off!
Hats Off! (deutsch: Hut ab!) war ein 1927 gedrehter Stummfilm mit dem Komikerduo Stan Laurel und Oliver Hardy. Der Film ist seit 1930 verschollen; im Jahr 2016 wurden erhalten gebliebene Standfotos mit Zwischentiteln versehen als Rekonstruktion zusammengestellt.

## Handlung
Laurel und Hardy lassen sich vom Inhaber der Kwickway Washing Machine Co. (James Finlayson) als Verkäufer für seine bahnbrechende Erfindung einer neuartigen Waschmaschine anheuern. Bei der Vorführung des technischen Wunderwerks bekommt Finlayson schon einmal eine kräftige Dusche.
Am oberen Ende einer ewig langen Treppe, die zu einem Wohnhaus führt, winkt eine Dame den beiden, die daraufhin die sperrige Waschmaschine hinauf wuchten. Allerdings erfahren sie, dass die Dame einen Chinesen für die Wäsche beschäftigt und es lediglich ihr Wunsch ist, einen Brief aufzugeben. Laurel und Hardy ziehen missgelaunt mit dem Brief ab, um unten angekommen zurückgerufen zu werden. Wieder (und hoffnungsvoll natürlich mit der Waschmaschine) oben angekommen, erklärt die gute Frau, sie habe die Briefmarke vergessen aufzukleben.
Das nächste Drama entwickelt sich um eine junge Dame mit auffälligem Hut, die auf der Treppe im Weg steht und das Duo zum Stolpern bringt. Sie flirtet mit Hardy, bittet um eine Vorführung des Apparats (natürlich auf dem Treppenabsatz ganz oben), was dazu führt, dass Laurel ihr einen Tritt gibt.
Zielstrebig werden nun Umstehende und Vorübergehende in das End-Chaos, den „großen Hut-Krawall von 1927“, einbezogen. Nur die Waschmaschine scheint unbeschadet daraus hervor zu gehen, bis die obligatorische Dampfwalze auf den Plan tritt.

## Produktion
Hats Off! wurde vom 19. bis 29. August 1927 gedreht und erhielt mit dem großen Erfolg des Jahres 1932 als The Music Box eine Neuauflage (mit dem exakt gleichen Drehort). Der Regisseur Hal Yates drehte 1945 mit Edgar Kennedy den Kurzfilm It's Your Move, dessen Handlung und Drehort auch praktisch identisch mit der Handlung und dem Drehort von Hats Off! erscheint. Es mutet wie Ironie (oder Unglück) an, dass dieser einzige völlig verschollene Film von Laurel und Hardy die Produktionsnummer 13 hatte.
Die letzte dokumentierte Aufführung des Films fand 1930 in Deutschland statt.
Das erhaltene Original-Schnittkontinuitätsskript von MGM zeigt, dass der korrekte Titel dieses Films Hats Off! (mit einem Ausrufezeichen am Ende) lautet.
Im offiziellen Presseblatt (Press Sheet) der Hal Roach Studios, das zur Bekanntmachung des Films herauskam, wurde die Bedeutung von Hats Off! deutlich unterstrichen:

„Stan Laurel and Oliver Hardy will henceforth and forever, according to present plans, at least, be co-starred by the famous young producer Hal Roacht. It was because of their splendid work in “Hats Off”, wherein the fact of their fitness for co-stars is well demonstrated, that Roach shook each solemnly by the hand and told them they’d better get along well personally from now on – because they were to work together forever.“

„Stan Laurel und Oliver Hardy werden von nun an und für immer, zumindest nach den gegenwärtigen Plänen, von dem berühmten jungen Produzenten Hal Roach als gemeinsame Hauptdarsteller eingesetzt. Wegen ihrer großartigen Arbeit in "Hats Off", die ihre Eignung als Co-Stars gut demonstriert, schüttelte Roach beiden feierlich die Hand und sagte ihnen, dass sie von nun an persönlich gut miteinander auskommen sollten - denn sie würden für immer zusammenarbeiten.“

Laurel und Hardy verwendeten das Grundmotiv fünf Jahre später für ihren berühmten Kurzfilm The Music Box erneut, diesmal transportierten sie aber ein Klavier über eine elendig lange Treppe.

## Kritik
Hats Off! fand in der Kritik hohe Anerkennung. Evening Herald, Record, Times, Exhibitors Herald World und viele andere Medien besprachen das Werk in den höchsten Tönen, wie eine Übersicht zeigt.
Randy Skretvedt bezeichnet Hats Off! in seinem bedeutenden Standardwerk Laurel und Hardy: The Magic Behind The Movies als »Heiligen Gral der Laurel und Hardy-Filme«, wobei er auf die immer währende Suche nach den Filmrollen anspielt. Es handelte sich zu der Zeit um Laurel und Hardys beliebteste und erfolgreichste Komödie.